# Стефан Стефанссон
Стефан Г. Стефанссон (3 октября 1853 г. — 10 августа 1927 г.) — канадец исландского происхождения, поэт и фермер. Настоящее имя — Стефан Гудмундур Гудмундссон.

## Биография
Родился в пос. Киркьюхоулд в Скага-фьорде. Эмигрировал в Висконсин, США в 1873 году, в возрасте 19 лет. В том же году женился на своей племяннице Хельги Йоунсдоттир. В семье родилось 8 детей, из которых выжили 6.
С 1878 по 1889 г. его семья жила в пос. Гардар в Северной Дакоте.
После смерти отца, за которым он ухаживал, в 1889 году он переехал с семьёй в Маркервилл, округ Ред-Дир, Альберта, Канада. Смог посетить Исландию лишь в 1917 году, когда ему было 64 года.
Стефан был самоучкой и всю жизнь много работал — примерно до начала XX в. в основном в строительстве и на железных дорогах, а затем стал работать на собственной ферме. Писал он после окончания рабочего дня. Страдая бессонницей, часто писал до рассвета. Находился под влиянием американского писателя Р. У. Эмерсона и разделял его убеждения во многих вопросах, включая равные права для мужчин и женщин.
Стефан писал только на исландском языке и получил известность в своей родной стране. Его стихи были опубликованы в шеститомном сборнике «Andvökur» (Бессонные ночи). Письма и эссе были опубликованы в четырёх томах, и имеют самостоятельную литературную ценность наряду со стихами.

## Наследие
Его усадьба недалеко от Маркервилля является историческим памятником провинции Альберта. Она была отреставрирована, и в настоящее время открыта для посещения с 15 мая по 31 августа.
Премия Стефана Г. Стефанссона названа в его честь и ежегодно присуждается Гильдией писателей Альберты.

В 1984 году артист Ричард Уайт выпустил альбом стихов Стефанссона, исполненных в английском переводе и положенных на оригинальную музыку, под названием Sun Over Darkness Prevail.

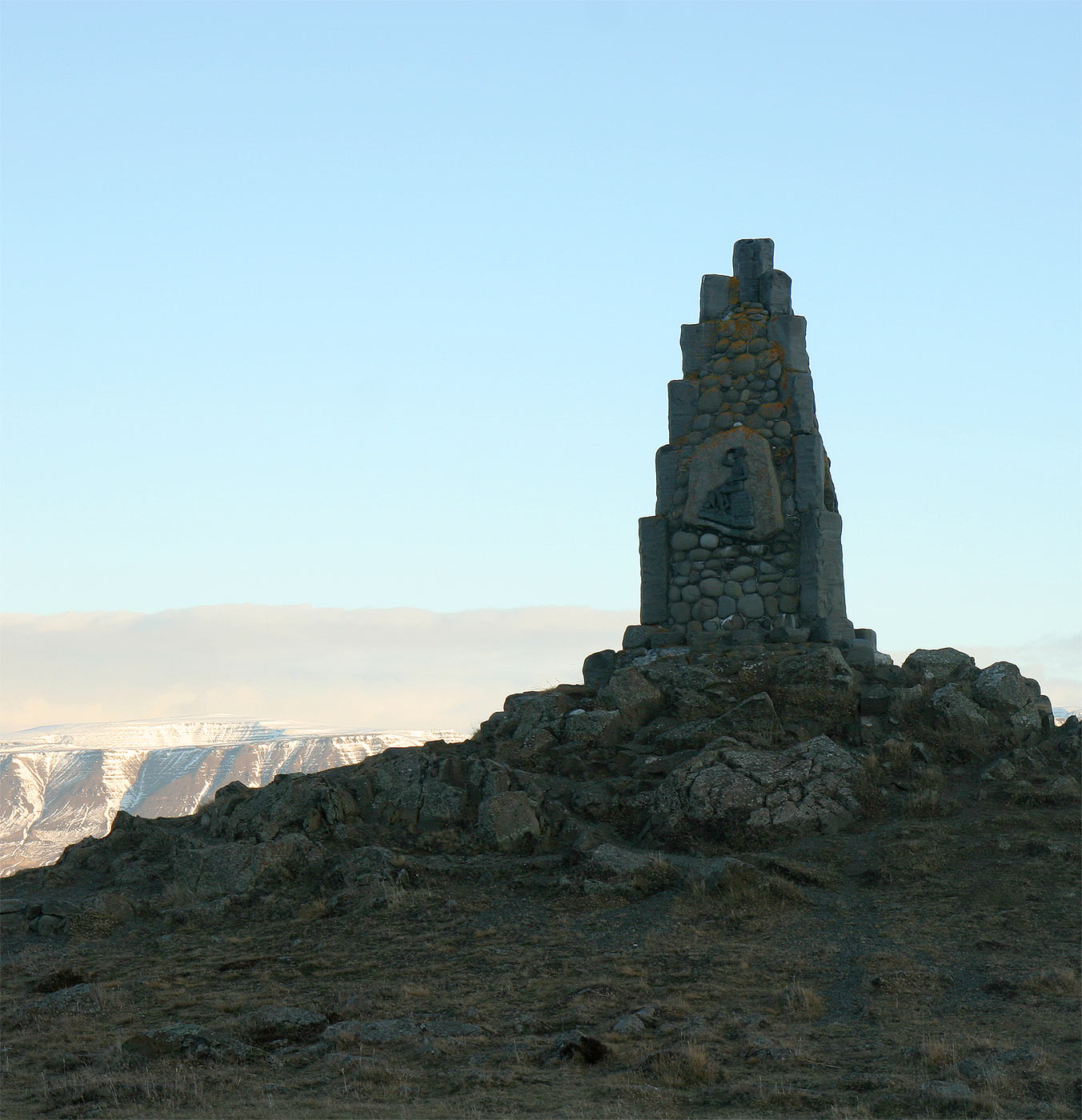
Памятник Стефану Стефанссону на перевале Ватнскарё недалеко от пос. Вармахлид на севере Исландии
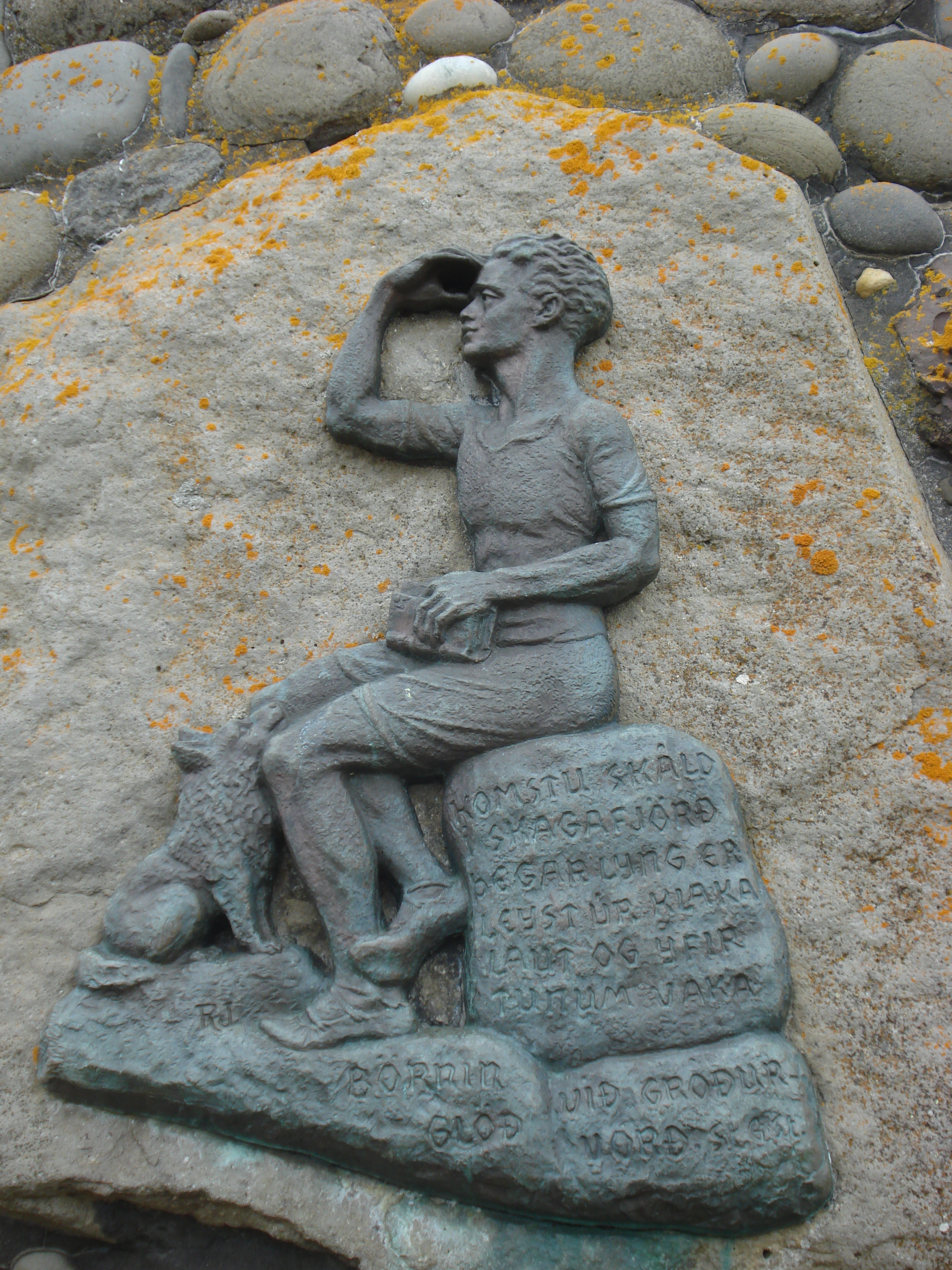
Памятник Стефану Г. Стефанссону, вид вблизи.